# قميلة خشنة
قميلة خشنة (الاسم العلمي:Torilis scabra) هو نوع من النباتات يتبع جنس القميلة من الفصيلة الخيمية.